# Tumeurs cardiaques de l'enfant
 (septembre 2016).
Si vous disposez d'ouvrages ou d'articles de référence ou si vous connaissez des sites web de qualité traitant du thème abordé ici, merci de compléter l'article en donnant les références utiles à sa vérifiabilité et en les liant à la section « Notes et références ».
Les tumeurs cardiaques de l'enfant sont dans la majorité  des cas bénignes mais peuvent être responsables de mort subite par troubles du rythme ou par obstacle mécanique à la circulation du sang. Toutes les tuniques cardiaques peuvent donner des tumeurs : l'endocarde, le myocarde et le péricarde. Les tumeurs cardiaques sont rares et 10 % de ces tumeurs sont malignes avec une fréquence dix fois plus importante de tumeurs métastatiques.
Le rhabdomyome est la tumeur cardiaque la plus fréquente chez le fœtus et l'enfant. Le tableau ci-dessous montre la répartition des tumeurs bénignes.
| Tumeurs bénignes   | Fréquence |
| ------------------ | --------- |
| Rhabdomyome        | 46-60     |
| Tératome           | 15-19     |
| Fibrome            | 12-16     |
| Myxome             | 2-4       |
| Hémangiome         | 5         |
| Lymphangiome       | Très rare |
| Hémangiopéricytome | Très rare |
| Autre              | Très rare |

les tumeurs malignes primaires sont très rares avec le rhabdomyosarcome et le fibromsarcome. Les tumeurs malignes secondaires sont des localisations des leucémies, des lymphomes, des mélanomes et des neuroblastomes.
Ces tumeurs sont présentes durant la vie fœtale ou durant l'enfance. Les manifestations cliniques dépendant de la taille et de la localisation de la tumeur. Durant la vie fœtale ces manifestations comprennent les troubles du rythme, l'insuffisance cardiaque et l'anasarque et la mort fœtale. Chez l'enfant, les signes cliniques sont la cyanose, la détresse  respiratoire, les anomalies de fonctionnement des valves cardiaques, les troubles du rythme et le  risque de mort subite.
Le diagnostic repose sur l'échographie et l'Imagerie par résonance magnétique. La confirmation histologique est indispensable. En raison de l'histoire naturelle des tumeurs cardiaques, la détection au cours de l'échographie morphologique du second trimestre n'est pas toujours possible.

## Tumeurs bénignes

### Tératome
Le tératome est une tumeur se localisant soit au niveau du cœur ou du péricarde. C'est la tumeur la plus fréquente après le rhabdomyome chez le fœtus et le nouveau-né. Le plus souvent cette tumeur se situe dans le péricarde et s'attache à la base de l'artère pulmonaire et de l'aorte. Le tératome intracardiaque mesure de deux à neuf centimètres et le tératome péri-cardiaque peut mesurer jusqu'à quinze centimètres.
Le tératome intra cardiaque n'a pas de localisation préférentielle. Le diagnostic est souvent fait au cours de l'échographie du deuxième trimestre. Chez le fœtus, le tératome se manifeste par un hydrops fœtal pouvant entraîner une mort fœtale. À la naissance, cette tumeur est responsable d'insuffisance cardiaque, de cyanose et de détresse respiratoire.
Histologiquement, le tératome est multikystique et multilobulé. L'ablation des tératomes péri-cardiaques est plus facile que les intracardiaques.

### Fibrome
Le fibrome cardiaque est une tumeur unique principalement localisée dans le septum interventriculaire. Cette tumeur fait de fibroblaste peut progressivement envahir le myocarde et aboutir à une insuffisance cardiaque. Cette tumeur apparaît principalement dans l'enfance et sa taille varie de un à dix centimètres. 
Une calcification centrale de la tumeur est caractéristique des fibromes cardiaques.
La régression spontanée est rare et une résection chirurgicale est habituellement recommandée. En l'absence de résection complète, une récidive est possible.

### Myxome
Tumeur cardiaque la plus fréquente chez l'adulte avec une prédisposition féminine. Elle est localisée dans 90 % des cas dans l'oreillette gauche et est unique. Elle entraîne des manifestations cardiaques très diverses.
Le myxome, chez le jeune enfant, est souvent associée à des syndromes endocriniens comme le complexe de Carney. Dans ce cas, les myxomes sont multiples.
Le myxome est une tumeur pédiculée avec un pédicule court et large attachée à la cloison inter auriculaire de consistance gélatineuse. L'aspect échographique est très suggestive de la lésion avec un aspect très inhomogène près du foramen ovale.
La résection chirurgicale doit être la plus complète possible. Le taux de récidive est de 5 %.